# メルヴィン・ハント
メルヴィン・ハント（Melvin Hunt、1969年12月15日 - ）は、アメリカ合衆国・ルイジアナ州出身の、北米男子プロバスケットボールNBAのダラス・マーベリックスのアシスタントコーチを務めている。

## 経歴
ベイラー大学のバスケットボールチームで1987年から1991年まで4年間プレーし、3年間先発選手として出場、NCAA男子バスケットボールトーナメントに出場したこともある。
大学卒業後は、カリブ諸国やメキシコでプロ選手としてプレーした。

## コーチ時代
コーチとしては、最初にテキサス州にあるテンプル高校のアシスタントコーチを務めた。その後、サンアントニオにあるインカーネートワード大学のアシスタントコーチに就任した。
1999年、ヒューストン・ロケッツと契約、最初の2シーズンはビデオコーディネーター、スカウトを務めた。のアシスタントコーチに就任、5シーズンを過ごした。続く2シーズンはアシスタントコーチを務め、最後のシーズンは大学及びインターナショナルスカウトを務めた。その後、1シーズンをロサンゼルス・レイカーズのアシスタントコーチ、5シーズンをクリーブランド・キャバリアーズのアシスタントコーチを務めた。08-09シーズン、キャブスはNBAトップの66勝16敗をあげたが、2009年のNBAオールスターゲームではイースタン・カンファレンスのコーチを務めた。チームも2007年にはNBAファイナル、2009年にはカンファレンスファイナルに進出した。
キャブスとの契約が満了した後、2010年、デンバー・ナゲッツのアシスタントコーチに就任した。
2015年3月3日、ブライアン・ショウヘッドコーチが解雇された際、暫定ヘッドコーチに就任。シーズン終了後に退任した。
2015年6月20日、ダラス・マーベリックスのアシスタントコーチに就任した。